# Fakert
Fakert (románul: Livada) falu Romániában, a Partiumban, Arad megyében.

## Fekvése
Az Alföldön, Aradtól 6 km-re északkeletre, Szentleányfalva és Újpanád közt fekvő település.

## Története
A falu nevét 1855-ben említette először oklevél a mai alakjában.
1910-ben 2191 lakosából 981 fő magyar, 861 német, 316 román volt. A népességből 1700 fő római katolikus, 121 református, 302 görögkeleti ortodox volt.
A trianoni békeszerződés előtt Arad vármegye Aradi járásához tartozott.
Az 1926-ban kivált belőle Ötvenespuszta.
A 2002-es népszámláláskor 1369 lakosa közül 1280 fő (93,5%) román, 75 (5,5%) magyar, 11 (0,8%) német, 1 (0,1%) szlovák és 2 (0,1%) ismeretlen nemzetiségű volt.

## Külső hivatkozások
- A község honlapja (románul)